# Neogardneria
Neogardneria là một chi thực vật có hoa trong họ, Orchidaceae.